# Nepeta astorensis
Nepeta astorensis là một loài thực vật có hoa trong họ Hoa môi. Loài này được Shinwari & Chaudhri mô tả khoa học đầu tiên năm 1990.